# (34276) 2000 QW136
2000 QW136 (asteroide 34276) é um asteroide da cintura principal. Possui uma excentricidade de 0.20156590 e uma inclinação de 2.89818º.
Este asteroide foi descoberto no dia 29 de agosto de 2000 por LINEAR em Socorro.